# Guarigione dell'uomo di Lleida
La Guarigione dell'uomo di Lleida è la ventiseiesima delle ventotto scene del ciclo di affreschi delle Storie di san Francesco della Basilica superiore di Assisi, attribuiti a Giotto. Fu dipinta verosimilmente tra il 1295 e il 1299 e misura 230x270 cm.

## Descrizione e stile
Questo episodio appartiene alla serie della Legenda maior (Mir. I,5) di san Francesco e tratta di un miracolo postumo. A Lleida in Catalogna, un uomo è guarito dalla prodigiosa apparizione di san Francesco accompagnato da due angeli, dopo che i dottori l'hanno dato per spacciato allontanandosi dalla sua stanza. 
L'esecuzione degli ultimi tre affreschi è attribuita a un allievo, forse il cosiddetto Maestro della Santa Cecilia. Le figure sono infatti molto più statiche e dipinte in una maniera che fa risaltare meno il volume e più la linea, le architetture appaiono gracili più che mai. In ogni caso i disegni preparatori sono attribuiti allo stesso maestro che ha curato tutto il ciclo.